# Wahlkreis East Lothian (Schottisches Parlament)
| East Lothian                  |
| ----------------------------- |
| East Lothian · South Scotland |
| Gebildet                      |
| 1999                          |
| Abgeordneter                  |
| Paul McLennan (SNP)           |
| Regionen                      |
| East Lothian                  |

East Lothian ist ein Wahlkreis für das Schottische Parlament. Er wurde 1999 als einer von neun Wahlkreisen der Wahlregion South of Scotland eingeführt, die im Zuge der Revision der Wahlkreise im Jahre 2011 neu zugeschnitten und in South Scotland umbenannt wurde. Hierbei wurden geringe Änderungen an der Nordwestgrenze des Wahlkreises East Lothian vorgenommen, wobei die Stadt Musselburgh vollständig an den benachbarten Wahlkreis Midlothian North and Musselburgh fiel. Der Wahlkreis umfasst Gebiete der Council Area East Lothian und entsendet einen Abgeordneten.
Der Wahlkreis erstreckt sich über eine Fläche von 657,9 km2. Im Jahre 2020 lebten 81.581 Personen innerhalb seiner Grenzen.

## Wahlergebnisse

### Parlamentswahl 1999
| Ergebnisse der Parlamentswahl 1999 | Ergebnisse der Parlamentswahl 1999 | Ergebnisse der Parlamentswahl 1999 | Ergebnisse der Parlamentswahl 1999 |
| Partei                             | Kandidat                           | Stimmen                            | %                                  |
| ---------------------------------- | ---------------------------------- | ---------------------------------- | ---------------------------------- |
| Labour                             | John Home Robertson                | 19.220                             | 51,1                               |
| SNP                                | Calum Millar                       | 8274                               | 22,0                               |
| Conservative                       | Christine Richards                 | 5941                               | 15,8                               |
| Liberal Democrats                  | Judy Hayman                        | 4147                               | 11,0                               |

### Parlamentswahl 2003
| Ergebnisse der Parlamentswahl 2003 | Ergebnisse der Parlamentswahl 2003 | Ergebnisse der Parlamentswahl 2003 | Ergebnisse der Parlamentswahl 2003 | Ergebnisse der Parlamentswahl 2003 |
| Partei                             | Kandidat                           | Stimmen                            | %                                  | ±                                  |
| ---------------------------------- | ---------------------------------- | ---------------------------------- | ---------------------------------- | ---------------------------------- |
| Labour                             | John Home Robertson                | 13.683                             | 43,9                               | −7,2                               |
| Liberal Democrats                  | Judy Hayman                        | 5508                               | 17,7                               | +6,7                               |
| Conservative                       | Stuart Thomson                     | 5459                               | 17,5                               | +1,7                               |
| SNP                                | Tom Roberts                        | 5174                               | 16,6                               | −5,4                               |
| Socialist                          | Hugh Kerr                          | 1380                               | 4,4                                | +4,4                               |
| Wahlbeteiligung: 31.204 (52,69 %)  |                                    |                                    |                                    |                                    |

### Parlamentswahl 2007
| Ergebnisse der Parlamentswahl 2007 | Ergebnisse der Parlamentswahl 2007 | Ergebnisse der Parlamentswahl 2007 | Ergebnisse der Parlamentswahl 2007 | Ergebnisse der Parlamentswahl 2007 |
| Partei                             | Kandidat                           | Stimmen                            | %                                  | ±                                  |
| ---------------------------------- | ---------------------------------- | ---------------------------------- | ---------------------------------- | ---------------------------------- |
| Labour                             | Iain Gray                          | 12.219                             | 35,4                               | −8,5                               |
| SNP                                | Andrew Sharp                       | 9771                               | 28,4                               | +11,8                              |
| Liberal Democrats                  | Judy Hayman                        | 6249                               | 18,1                               | +0,4                               |
| Conservative                       | Bill Stevenson                     | 6232                               | 18,1                               | +0,6                               |
| Wahlbeteiligung: 34.471 (56,16 %)  |                                    |                                    |                                    |                                    |

### Parlamentswahl 2011
| Ergebnisse der Parlamentswahl 2011 | Ergebnisse der Parlamentswahl 2011 | Ergebnisse der Parlamentswahl 2011 | Ergebnisse der Parlamentswahl 2011 | Ergebnisse der Parlamentswahl 2011 |
| Partei                             | Kandidat                           | Stimmen                            | %                                  | ±                                  |
| ---------------------------------- | ---------------------------------- | ---------------------------------- | ---------------------------------- | ---------------------------------- |
| Labour                             | Iain Gray                          | 12.536                             | 39,2                               | +3,8                               |
| SNP                                | David Berry                        | 12.385                             | 38,5                               | +10,1                              |
| Conservative                       | Derek Brownlee                     | 5344                               | 16,6                               | −1,5                               |
| Liberal Democrats                  | Ettie Spencer                      | 1912                               | 5,9                                | −12,2                              |
| Wahlbeteiligung: 32.177 (57,12 %)  |                                    |                                    |                                    |                                    |

### Parlamentswahl 2016
| Ergebnisse der Parlamentswahl 2016 | Ergebnisse der Parlamentswahl 2016 | Ergebnisse der Parlamentswahl 2016 | Ergebnisse der Parlamentswahl 2016 | Ergebnisse der Parlamentswahl 2016 |
| Partei                             | Kandidat                           | Stimmen                            | %                                  | ±                                  |
| ---------------------------------- | ---------------------------------- | ---------------------------------- | ---------------------------------- | ---------------------------------- |
| Labour                             | Iain Gray                          | 14.329                             | 37,8                               | −1,2                               |
| SNP                                | Douglas-James Johnston-Smith       | 13.202                             | 34,8                               | −3,7                               |
| Conservative                       | Rachael Hamilton                   | 9.045                              | 23,9                               | +7,2                               |
| Liberal Democrats                  | Ettie Spencer                      | 1.337                              | 3,5                                | −2,4                               |
| Wahlbeteiligung: 37.913 (62,3 %)   |                                    |                                    |                                    |                                    |

### Parlamentswahl 2021
| Ergebnisse der Parlamentswahl 2021 | Ergebnisse der Parlamentswahl 2021 | Ergebnisse der Parlamentswahl 2021 | Ergebnisse der Parlamentswahl 2021 | Ergebnisse der Parlamentswahl 2021 |
| Partei                             | Kandidat                           | Stimmen                            | %                                  | ±                                  |
| ---------------------------------- | ---------------------------------- | ---------------------------------- | ---------------------------------- | ---------------------------------- |
| SNP                                | Paul McLennan                      | 17.968                             | 39,2                               | +4,4                               |
| Labour                             | Martin Whitfield                   | 16.789                             | 36,7                               | −1,1                               |
| Conservative                       | Craig Hoy                          | 9.470                              | 20,7                               | −3,2                               |
| Liberal Democrats                  | Euan Davidson                      | 1.566                              | 3,4                                | −0,1                               |
| Wahlbeteiligung: 69 %              |                                    |                                    |                                    |                                    |